# Acronema astrantiifolium
Acronema astrantiifolium är en flockblommig växtart som beskrevs av H.Wolff. Acronema astrantiifolium ingår i släktet Acronema och familjen flockblommiga växter. Inga underarter finns listade i Catalogue of Life.